# Почему ж ты мне не встретилась?
«Почему ж ты мне не встретилась?» («Песня Рощина» или «Романс Рощина») — популярная песня композитора Никиты Богословского на стихи Николая Доризо, написанная для кинофильма «Разные судьбы» режиссёра Леонида Лукова, выпущенного в прокат в 1956 году.

## История
Почему ж ты мне не встpетилась,

Юная, нежная,

В те года мои далекие,

В те года вешние?

Голова стала белою,

Что с ней я поделаю,

Почему же ты мне встpетилась

Лишь сейчас?

Я забыл в кpугу pовесников,

Сколько лет пpойдено.

Ты об этом мне напомнила,

Юная, стpойная.

Об одном только думаю, —

Мне жаль ту весну мою,

Что пpошла, неповтоpимая,

Без тебя.
Фильм «Разные судьбы» вышел на экраны 21 сентября 1956 года. Его режиссёром и одним из авторов сценария был Леонид Луков, вторым сценаристом — Яков Смоляк, а композитором — Никита Богословский. В фильме прозвучали две песни, написанные Богословским на слова поэта Николая Доризо — «Вальс школьников-выпускников» («Песня выпускников») и «Почему ж ты мне не встретилась?» («Романс Рощина»). По словам Богословского, для песни «Почему ж ты мне не встретилась?» Доризо принёс ему готовые стихи, на которые довольно быстро была написана мелодия. Сам Доризо рассказывал, что песня была создана в тот период, когда съёмки подходили к концу, и её слова в какой-то мере были созвучны чувствам, испытываемым режиссёром фильма к исполнительнице главной роли. Быстрота написания музыки объясняется тем, что Богословский взял для неё мелодию припева своей же песни «Помню песню я над Волгою, долгую, долгую…», написанной в 1952 году для радиоспектакля по пьесе Ярослава Галана «Под золотым орлом» и не получившей тогда широкой известности.
Фильм рассказывает о судьбах выпускников одной из ленинградских школ. Одна из выпускниц, Таня Огнева (Татьяна Пилецкая), сначала выходит замуж за своего бывшего одноклассника, а затем заводит роман с известным композитором Игорем Рощиным (Бруно Фрейндлих), который значительно старше её. Во время их встречи композитор садится за рояль и исполняет написанный им романс «Почему ж ты мне не встретилась?». Заключительные слова песни — «Видно, нам встреч не праздновать, / У нас судьбы разные, / Ты любовь моя последняя, / Боль моя» — являются пророческими и перекликаются с названием фильма. Никита Богословский вспоминал, что изначально планировалось, что в роли Рощина будет сниматься Марк Бернес. Но случилось непредвиденное: из-за болезни и последовавшей за ней смерти жены Паолы актёр не смог сыграть эту роль, и она была передана Бруно Фрейндлиху. Поскольку вокальные данные Фрейндлиха были весьма посредственными, песню вместо него за кадром исполнил другой актёр, Александр Борисов.
Марк Бернес очень сожалел, что не сыграл роль Рощина и не спел его романс на экране. Вскоре после выхода фильма «Разные судьбы» он записал песню «Почему ж ты мне не встретилась?» на радио. В том же 1956 году песня в исполнении Бернеса была выпущена на грампластинке (год выпуска подтверждается таблицей матричных номеров). По словам писателя и киноведа Глеба Скороходова, «его [Бернеса] обаяние, мастерство, индивидуальность — редчайшая ситуация — вытеснили зрительское восприятие, обеспечили победу (вопреки пословице о том, что лучше видеть, чем слышать) слуховому». После этого романс «настолько „прикрепился“ к певцу, что Бернесу не раз приходилось слышать сердечные слова благодарности за исполнение роли Рощина на экране».
Для самого Марка Бернеса «Романс Рощина» стал одним из любимейших песенных произведений. В 1969 году, за два месяца до смерти, он заново записал его на Всесоюзной студии грамзаписи, и пластинка-миньон вышла в том же году (год выпуска подтверждается таблицей матричных номеров), но уже после смерти артиста. Незадолго до своей кончины Марк Бернес сам выбрал песни, которые должны были звучать на церемонии прощания с ним — это были «Почему ж ты мне не встретилась?», «Три года ты мне снилась», «Я люблю тебя, жизнь» и «Журавли». Никита Богословский также выделял «Романс Рощина» из множества песен, написанных им за все годы его творческой деятельности. В частности, на проходивших в 2003 году юбилейных торжествах, посвящённых его 90-летию, Богословский назвал его самой любимой из своих песен.

## Исполнители
За свою историю, начиная с исполнений Александра Борисова (в фильме «Разные судьбы») и Марка Бернеса, песня «Почему ж ты мне не встретилась» входила в репертуар многих известных певцов, таких как Леонид Кострица, Евгений Райков, Лев Лещенко, Вадим Мулерман, Олег Ухналёв, Леонид Серебренников, Евгений Дятлов и другие.